# Kristi himmelsfärds kyrka, Kursk
Kristi himmelsfärds kyrka (ryska: Храм Вознесения Господня; translitteration: Hram Voznesenija Gospodnja) är en rysk-ortodox församlingskyrkobyggnad belägen vid Verhnjaja Kazatskaja-gatan 131, i staden Kursk i Kursk oblast, i den västra delen av europeiska Ryssland.
Kyrkan är helgad åt Kristi himmelsfärd och tillhör det rysk-ortodoxa stiftet Kurks stift.

## Historik
Kristi himmelsfärds kyrka i Kursk byggdes år 1887.
År 1940 beordrade sovjetiska myndigheter att stänga ned kyrkan. När invånarna fick reda på att detta samlades många runtomkring kyrkan med högafflar för att skydda den, vilket även resulterade i nedstängningen misslyckades.

## Kyrkan
- Kyrkan är gjord av tegel i senklassicistisk stil.[4][2][3]
- Klocktornet har tre våningar.[4]

## Bilder

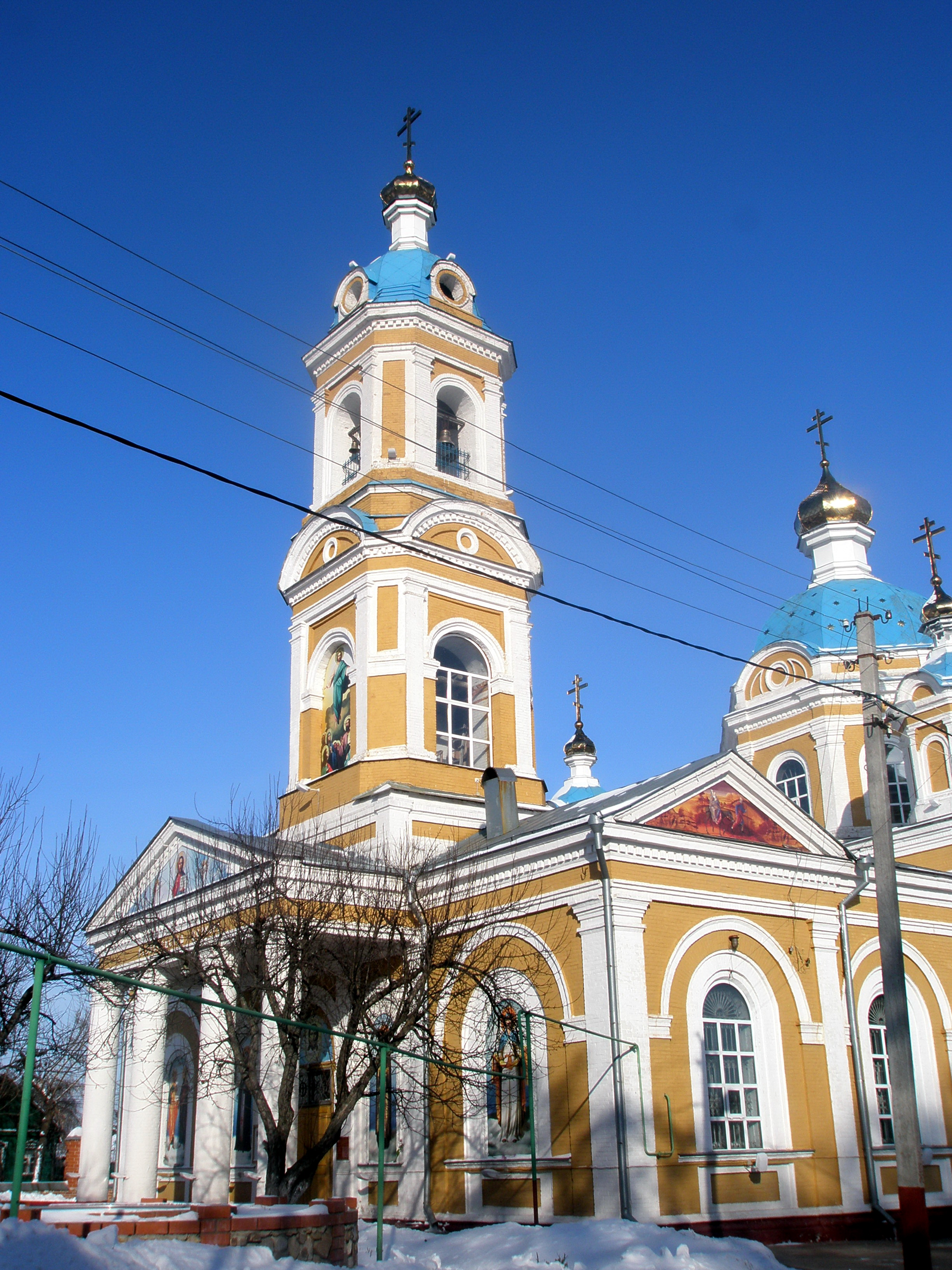
Klocktornet.
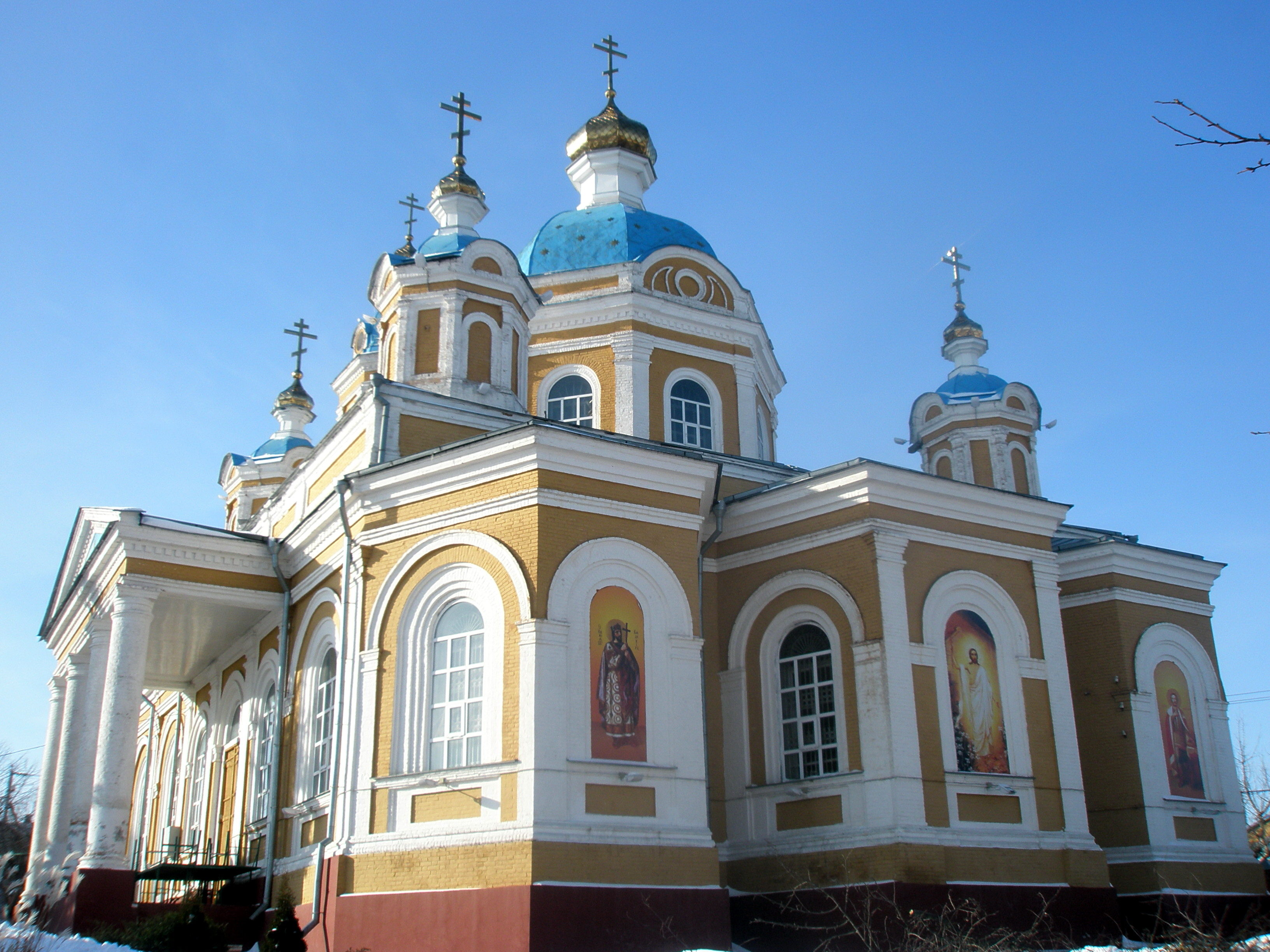
Baksidan.